# Mitjan
Mitjan je moško osebno ime.

## Izvor imena
Ime Mitjan je različica moškega osebnega imena Mitja.

## Pogostost imena
Po podatkih Statističnega urada Republike Slovenije je bilo na dan 31. decembra 2007 v Sloveniji število moških oseb z imenom Mitjan: 32.

## Osebni praznik
Osebe z imenom Mitjan godujejo takrat kot osebe z imenom Mitja.